# Was mir behagt, ist nur die muntre Jagd, BWV 208
Was mir behagt, ist nur die muntre Jagd!, BWV 208 (El que més m’agrada, és la plasent cacera), és una cantata profana de Johann Sebastian Bach d'homenatge al duc Christian de Saxònia- Weißenfels, estrenada a Weißenfels el 23 de febrer de 1713.

## Origen i context
El llibret d'aquesta cantata, més coneguda com la “Cantata de la caça”, és de Salomo Franck – secretari major i poeta oficial de Weimar, la seva ciutat natal – forma part de Geist-und Weltlicher Poesin, zweyter Theil, publicat a Jena l'any 1716. La cantata s'estrenà a Weißenfels, una petita ciutat a la vora de Leipzig, a la que Bach s'hi desplaçà des de Weimar; l'homenatjat, el duc Christian, era un gran afeccionat a la cacera. Cada any se celebrava amb molta esplendor i solemnitat el seu aniversari en unes festes que duraven diversos dies – a imatge de la Cort de Versalles –, i en què la cacera tenia un paper destacat; un dia es tocà aquesta cantata, a l'estil de Musique de table, en acabar la jornada cinegètica. L'argument és un recull de lloances submises al poder, típiques de l'època, amb la participació de quatre déus: Diana (soprano I) déu de la cacera, el seu enamorat, Endimió (tenor), i Pan (baix) i Pales (soprano II), déus dels pastors i ramats.
És la cantata profana conservada més antiga de les compostes per Bach; s'interpretà una altra vegada el 19 d'abril de 1716 en l'aniversari d'Ernst August de Saxònia-Weimar, i posteriorment, el 1740 o el 1742, en l'onomàstica de  Frederic August de Saxònia i rei de Polònia, amb lleugeres modificacions BWV 208a. La música d'aquesta obra Bach l'aprofità posteriorment en els números 7 i 13 de la BWV 68 de 1725; en el cor final de la BWV 149 de 1728 o 1729 i, també, en els números 13 i 15 de la cantata perduda, BWV Anh. I, 193, destinada a la presa de possessió del Consell municipal l'any 1740.

## Anàlisi
Obra escrita per a dos sopranos, tenor, baix i cor; dues trompes, dues flautes de bec, dos oboès, oboè de cacera, fagot, corda i baix continu. Consta de quinze números,
1. Recitatiu (soprano I): Was mir behagt (El que més m'agrada)
2. Ària (soprano I): Jagen ist die Lust der Götter (Caçar és el plaer dels déus)
3. Recitatiu (tenor): Wie? Schönste Göttin? Wie? (Com és? bella deessa! com és?)
4. Ària (tenor): Willst du dich nicht mehr ergötzen (És que ja no et vols regalar)
5. Recitatiu (soprano I i tenor): Ich liebe dich zwar noch! (És ben cert t'estimo, no cal dir!)
6. Recitatiu (baix): Ich, der ich sonst ein Gott (Jo que endemés sóc el rei)
7. Ària (baix): Ein Fürst ist seines Landes Pan! (Un príncep és el Pan del seu país!)
8. Recitatiu (soprano II): Soll denn der Pales Opfer hier das letzte sein?  (Cal que sigui de Pales la darrera finesa?)
9. Ària (soprano II): Schafe können sicher weiden (Els ramats pasturen serenys)
10. Recitatiu (soprano I): So stimmt mit ein (Així doncs, ajuntem-nos tots)
11. Cor: Lebe, Sonne dieser Erden (Visca, el sol d'aquesta terra)
12. Ària (duet de soprano I i tenor): Entzücket uns beide (Alegrem-nos tots dos)
13. Ària (soprano II): Weil die wollenreichen Herden (Perquè els ramats de rullat velló)
14. Ària (baix): Ihr Felder und Auen (Vosaltres herbatges i pradells)
15. Cor: Ihr lieblichste Blicke, ihr freudige Stunden (Amorosa divertició, joiosos moments)

L'obra no comença amb un cor, com és habitual, sinó en un recitatiu introductori del soprano I (Diana), que expressa la seva passió per la cacera, amb unes escales ascendents i descendents que descriuen el moviment de la fletxa. A l'ària del segon número el soprano I, acompanyat de les trompes, canta uns passatges de molta exigència vocal amb vocalitzacions sobre Jagen (cacera). A continuació, números 3 i 4, intervé el tenor, Endimió, l'enamorat de Diana, que es queixa que l'abandoni per anar-se a caçar i es pregunta si encara l'estima. En el cinquè número Diana explica a Endimió la gran festa que s'està preparant en honor d'August, ambdós entonen un duo en arioso i se sumen a la celebració. En els números següents, en dues parelles de recitatiu i ària, intervenen el baix (Pan), moviments 6 i 7, i el soprano II (Pales), moviments 8 i 9, que s'afegeixen contents a la glorificació d'August. Amb tots els personatges en acció, Diana els convida en un breu recitatiu a cantar les lloances al duc, cosa que fan en el cor a quatre veus del número 11, acompanyats per les trompes i els oboès, Lebe, Sonne dieser Erden (Visca, el sol d'aquesta terra). La cantata ja no conté cap altre recitatiu, i en les tres àries següents cada personatge van fent el seu homenatge particular al duc; primer un duo de Diana i Endimió amb el violí solista, número 12, després el soprano II i el baix amb el continuo que canta amb aire pastorívol de siciliana. La cantata acaba en el cor final i la participació de, pràcticament, tot el conjunt instrumental. Té una durada aproximada de gairebé quaranta minuts.

## Discografia seleccionada
- J.S. Bach: Secular Cantatas BWV 208 & 209. Helmuth Rilling, Bach-Collegium Stuttgart, Gächinger Kantorei Stuttgart, Sibylla Rubens, Eva Kirchner, James Taylor, Mathias Goerne. (Hänssler), 1999.
- J.S. Bach: Secular Cantatas IV. Peter Schreier Kammerorcheter Berlin, Berliner Solisen, Edith Mathis, Arleen Augér, Peter Schreier, Theo Adam. (Berlin Classics), 1996.
- J.S. Bach: Complete Cantatas Vol. 3. Ton Koopman, Amsterdam Baroque Orchestra & Choir, Barbara Schlick, Elisabeth von Magnus, Paul Agnew, Klaus Mertens. (Challenge Classics), 2006.
- J.S. Bach: Cantatas BWV 208 & 212. Nikolaus Harnoncourt, Concentus Musicus Wien, Arnold Schoenberg Chor, Yvonne Kenny, Angela Maria Blasi, Kurt Equiluz, Robert Holl. (Teldec), 1988.
- J.S. Bach: Secular Cantatas BWV 208 & 215. Gustav Leonhardt, Choir & Orchestra of the Age of Enlightenment, Monika Frimmer, Lynne awson, John Elwes, David Wilson-Johnson. (Philips), 1996.
- J.S. Bach: Secular Cantatas Vol. 2. Masaaki Suzuki, Bach Collegium Japan, Sophie Junker, Joanne Lunn, Makoto Sakurada, Roderick Williams. (BIS), 2011.
- J.S. Bach: The Hunt Cantata. Roy Goodmann, The Parley of Instruments, Emma Kirkby, Jennifer Smith, Simon Davies, Michael George. (Hyperion), 1985.